# Station Szczecinek Chyże
Station Szczecinek Chyże is een spoorwegstation in de Poolse plaats .